# Magnolia hodgsonii
Magnolia hodgsonii este o specie de plante din genul Magnolia, familia Magnoliaceae. A fost descrisă pentru prima dată de Joseph Dalton Hooker și Thomas Thomson, și a primit numele actual de la Hsüan Keng. Conform Catalogue of Life specia Magnolia hodgsonii nu are subspecii cunoscute.